# 이스트아시아에어라인
이스트아시아에어라인(영어: East Asia AirLine)은 양양을 거점으로 하는 대한민국의 소형 항공기 운항 항공사였다.

## 개요
2007년 한국조종사교육원이라는 이름의 교육 기관으로 설립되었다. 2010년 소형항공운송사업을 승인받고, 같은 해 7월 16일 양양 ~ 김해 노선에 취항했다. 운항용으로 21인승 (운항승무원 2명, 승객 19명) 쌍발 터보프롭 기종인 페어차일드의 메트로 23을 사용했다.
2011년 8월부터 울산 ~ 제주 노선을 취항할 예정이었지만, 제주공항에서의 체크인 카운터 문제 등으로 운항허가가 미뤄졌다. 하지만 제주공항과의 협의 끝에 운항허가를 얻고 10월 1일부터 매일 1회~2회 운항을 개시했다. 기존에 운영하였던 울산 ~ 양양 노선은 폐지되었다.
그러나 저조한 탑승률로 사업성을 상실하면서 2012년 3월 1일 운항을 중단하고 항공운송 사업 부문을 정리하였다.

## 운항 노선
| 양양 \|\| align=center\|YNY \|\| align=center\|RKNY \|\| 양양 | 허브 |
| 제주 \|\| align=center\|CJU \|\| align=center\|RKPC \|\| 제주 |      |
| 울산 \|\| align=center\|USN \|\| align=center\|RKPU \|\| 울산 |      |